# Лейтон Кларксон
Лейтон Кларксон (англ. Leighton Clarkson, нар. 19 жовтня 2001, Блекберн) — англійський футболіст, півзахисник клубу «Абердин» та юнацької збірної Англії.
Виступав також за клуб «Ліверпуль».
Володар Кубка Шотландії.

## Клубна кар'єра
Народився 19 жовтня 2001 року в місті Блекберн. Вихованець футбольної школи клубу «Ліверпуль». Дорослу футбольну кар'єру розпочав 2019 року в основній команді того ж клубу. 
Згодом з 2021 по 2022 рік грав у складі команд «Блекберн Роверз» та «Ліверпуль».
До складу клубу «Абердин» приєднався 2022 року. Станом на 17 травня 2025 року відіграв за команду з Абердина 104 матчі в національному чемпіонаті.

## Виступи за збірну
У 2021 році дебютував у складі юнацької збірної Англії (U-20), загалом на юнацькому рівні взяв участь у 5 іграх.

## Титули і досягнення
- Володар Кубка Шотландії (1):

«Абердин»: 2024-2025